# Atos 28
Atos 28 é o vigésimo-oitavo e último capítulo dos Atos dos Apóstolos, de autoria de Lucas, o Evangelista, no Novo Testamento da Bíblia. Ele continua o relato da última viagem de Paulo, iniciado no capítulo anterior, partindo de Malta até a chegada em Roma.

## Manuscritos
Atos 28 foi originalmente escrito em grego koiné e dividido em 31 versículos. Alguns dos manuscritos que contém este capítulo ou trechos dele são:
- Codex Vaticanus (325–350)
- Codex Sinaiticus (330–360)
- Codex Bezae (c. 400)
- Codex Alexandrinus (ca. 400–440)
- Codex Ephraemi Rescriptus (ca. 450; versículos 1 a 4)
- Codex Laudianus (ca. 550; versículos 27 a 31)

## Estrutura
A Tradução Brasileira da Bíblia organiza este capítulo da seguinte maneira:
- Atos 28:1-6 - A ilha de Malta
- Atos 28:7-10 - Públio hospeda a Paulo
- Atos 28:11-15 - A continuação da viagem
- Atos 28:16 - Paulo em Roma
- Atos 28:17-22 - Paulo convoca os judeus
- Atos 28:23-29 - Paulo prega em Roma
- Atos 28:30-31 - Fica prisioneiro durante dois anos

## Viagem de Paulo a Roma

### Paulo em Malta

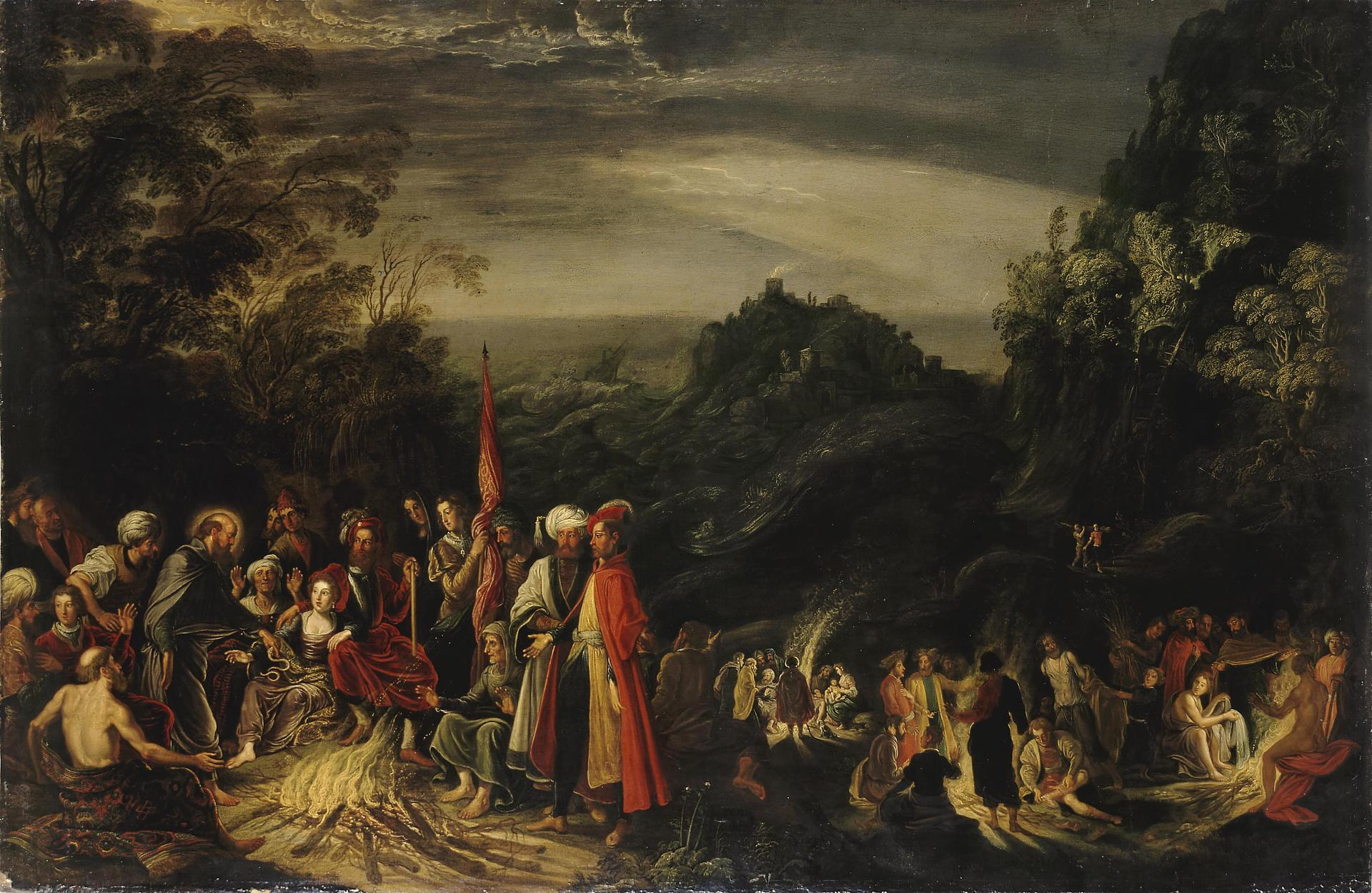
Paulo curando-se da picada da víbora, um dos milagres de Paulo em Malta.
Entre 1620 e 1623. Por David Teniers, o Velho, atualmente no Hermitage de São Petersburgo, Rússia.

Depois de descobrir que a ilha onde naufragara se chamava Malta, Paulo se juntou aos nativos e acendeu uma fogueira. Uma víbora o mordeu, mas nada de mal lhe aconteceu e os nativos começaram a imaginar se ele seria um deus. No dia seguinte, Paulo seguiu até as terras de Públio, que os hospedou por três dias, período no qual aproveitou para curar o pai dele, que estava com "febre e disenteria". A fama de Paulo se espalhou e ele realizou muitas curas na ilha, na qual ficou por três meses (Atos 28:1–11).

### Chegada em Roma
Paulo partiu num navio de Alexandria «o qual tinha por insígnia Castor e Pólux» (Atos 28:11) em direção a Siracusa, na Sicília. Dali, foram costeando até chegar em Régio da Calábria, já no continente italiano, depois Poteoli e finalmente Roma (Atos 28:11–16).

## Ministério de Paulo em Roma
Depois de três dias, Paulo convocou os mais importantes entre os judeus da cidade e novamente defendeu sua inocência. Afirmou ter sido preso pelos romanos a pedido dos sacerdotes em Jerusalém, mas eles queriam soltá-lo «por não haver em mim crime algum que merecesse morte» (Atos 28:18). Impedidos de fazê-lo pelos judeus, Paulo contou que foi obrigado a apelar a César, dado que era um cidadão romano. Terminou dizendo que nada tinha para acusar seu povo perante o imperador. Os judeus, que afirmaram nada saber sobre Paulo por não terem recebidos notícias da Judeia, pediram que Paulo lhes falasse sobre os cristãos (Atos 28:17–22).

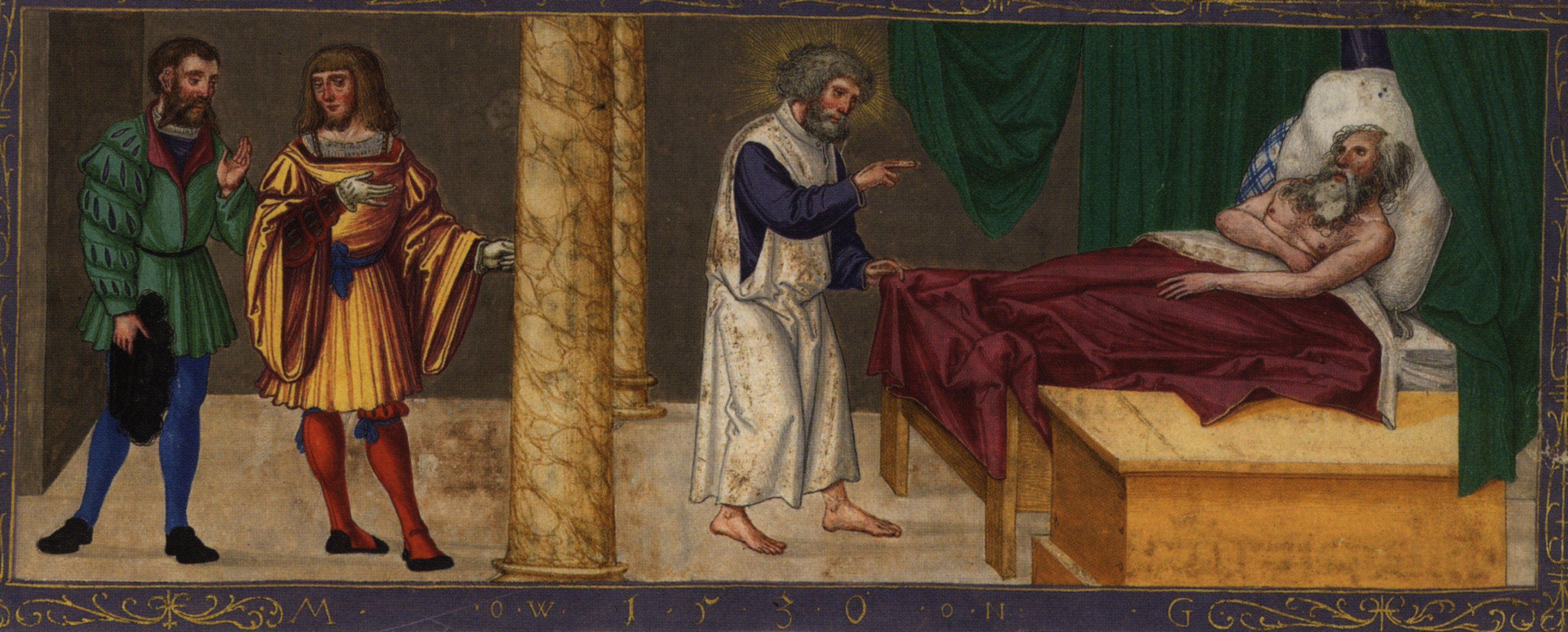
Paulo curando o pai de Públio, outro milagre de Paulo em Malta.
Entre 1530 e 1532. Iluminura de Matthias Gerung, preservada na Biblioteca Estatal da Baviera, em Munique.

No dia combinado, muitos judeus foram à casa de Paulo para ouvi-lo pregar sobre Jesus, seu reino e a Lei de Moisés. Nem todos se convenceram, mas, quando iam embora, Paulo lhes falou sobre a profecia de Isaías sobre os judeus (Isaías 6:9–10):
| “ | «Vai a este povo e dize: 'Certamente ouvireis, e de nenhum modo entendereis; Certamente vereis, e de nenhum modo percebereis.' Pois o coração deste povo se fez pesado e os seus ouvidos se fizeram tardos; e eles fecharam os olhos para não suceder que, vendo com os olhos e ouvindo com os ouvidos, entendam no coração e se convertam e eu os sare. Ficai sabendo, portanto, que esta salvação de Deus é enviada aos gentios; eles também a ouvirão.» (Atos 28:26–28) | ” |

Os Atos dos Apóstolos terminam afirmando que Paulo viveu em Roma por mais dois anos e durante todo este tempo ensinou sobre o "as coisas concernentes ao Senhor Jesus Cristo", sem informar o destino final de Paulo. Tradicionalmente acredita-se que ele tenha sido decapitado no mesmo dia que Pedro em Roma por ordens do imperador Nero.

### Versículo 29
O versículo 29 «E havendo ele dito isto, partiram os judeus, tendo entre si grande contenda.» (Atos 28:29), que aparece logo depois da profecia de Isaías, não aparece em todas as traduções da Bíblia para o português. Quando aparece, está entre chaves ou seguido de uma nota de rodapé. O motivo é que ele não aparece nos manuscritos mais antigos de Atos 28.